# John Enbom
John Enbom, né en 1968 à Portland (Oregon), est un réalisateur, scénariste et producteur de télévision américain.

## Filmographie

### Réalisateur
- 1996 : Poolboy ;
- 1998 : Starstruck (en) ;
- 2014 : Benched (en) (1 épisode) ;
- 2015 : Sirens (2 épisodes).

### Scénariste
- 1995 : The Low Life (en) de  George Hickenlooper ;
- 1996 : Poolboy ;
- 1998 : Starstruck ;
- 2005-2007 : Veronica Mars (45 épisodes) ;
- 2008 : Terminator : Les Chroniques de Sarah Connor (2 épisodes) ;
- 2009-2010 : Party Down (20 épisodes) ;
- 2011 : The Good Doctor ;
- 2011 : Free Agents (4 épisodes) ;
- 2014 : Mixologie (1 épisode) ;
- 2014 : Benched (en) (1 épisode) ;
- 2015 : Forever (1 épisode) ;
- 2016-2019 : iZombie (7 épisodes) ;
- 2021 : Turner et Hooch (1 épisode) ;
- 2022 : Party Down (5 épisodes) ;
- 2022 : Reboot (1 épisode).

### Producteur
- 2008 : Terminator : Les Chroniques de Sarah Connor (21 épisodes) ;
- 2009-2010 : Party Down (20 épisodes) ;
- 2011-2012 : Free Agents (8 épisodes) ;
- 2014 : Mixologie (11 épisodes) ;
- 2014 : Benched (en) (4 épisodes) ;
- 2015 : Forever (9 épisodes) ;
- 2016-2019 : iZombie (35 épisodes) ;
- 2021 : Turner et Hooch (1 épisode) ;
- 2022 : Reboot (1 épisode).